# Cannibal (singel)
Cannibal – piosenka industrial metalowej grupy Static-X, pierwszy singel z jej piątego albumu o tej samej nazwie. Gościnnie w utworze na gitarze zagrał John 5 (znany z Rob Zombie/Marilyn Manson), do niego należy solówka w tej piosence. Jest to pierwsza piosenka tytułowa ze wszystkich płyt Static-X wydana jako singel. Cannibal został udostępniony na iTunes jako pierwszy singel z nowego albumu.

## Teledysk
Teledysk przedstawia grupę wykonującą utwór na żywo, podłożona została do tego wersja studyjna utworu.